# Resolutie 2250 Veiligheidsraad Verenigde Naties
Resolutie 2250 van de Veiligheidsraad van de Verenigde Naties werd op 9 december 2015 unaniem aangenomen. De resolutie creëerde een globaal kader waarop landen, civiele organisaties en de Verenigde Naties zelf hun jeugdbeleid inzake vrede en veiligheid moesten stoelen. Het is de eerste resolutie van het thema "jeugd, vrede en veiligheid", en wordt beschouwd als een mijlpaal in het internationaal recht.

## Achtergrond
Sinds 2012 lobbyde UNOY Peacebuilders, een wereldwijd netwerk van jongerenorganisaties betrokken bij vredesopbouw en conflicttransformatie, bij de Verenigde Naties om het beleidskader inzake de rol van jongeren in vrede en veiligheid middels een resolutie van de Veiligheidsraad te versterken.
Onder het voorzitterschap van Jordanië, hield de Veiligheidsraad in april 2015 een debat over de rol van jongeren in de strijd tegen gewelddadig extremisme en vredesopbouw. Daarmee kwam het belang van jongeren bij het opbouwen van vrede op hoog niveau onder de aandacht.
In augustus 2015 werd in de Jordaanse hoofdstad Amman het Wereldforum inzake Jeugd, Vrede en Veiligheid gehouden, waar 10.000 jongeren werden gehoord. Zij namen een verklaring aan die de Veiligheidsraad opriep een beleidskader te scheppen waarin de rol van jongeren tijdens en na een conflict werd onderkend en geinstitutionaliseerd.
Nadat de middels deze resolutie aan de secretaris-generaal gevraagde studie was opgeleverd, werd deze resolutie in 2018 opgevolgd met resolutie 2419.

## Inhoud
Met de term "jeugd" werden in het kader van deze resolutie mensen in de leeftijd van 18 tot 29 jaar bedoeld. In veel conflictgebieden vormde deze groep de meerderheid van de bevolking. Gebrek aan onderwijs en banen voor jongeren ondermijnden de kansen op duurzame vrede en verzoening, terwijl zij hier wel een belangrijke bijdrage toe konden leveren.
Radicalisatie en extremisme bij vooral jongeren waren een bedreiging voor de stabiliteit van landen. Bovendien konden deze zaken vrede in de weg staan en tot terrorisme leiden. Terreurgroepen maakten ook meer en meer gebruik van het internet om zulke jongeren in te lijven voor hun zaak. Secretaris-generaal Ban Ki-moon werkte inmiddels aan een actieplan om dit tegen te gaan. Hem werd gevraagd een studie te doen naar de positieve bijdrage van jongeren aan vredesprocessen en de oplossing van conflicten.
De Veiligheidsraad stelde actiepunten op vijf gebieden voorop:
DeelnameLanden werd gevraagd de vertegenwoordiging van jongeren op alle bestuursniveaus en in mechanismen om conflicten te voorkomen en op te lossen op te krikken. Aan onderhandelaars van vredesakkoorden werd gevraagd rekening te houden met de standpunten van de jeugd.
BeschermingPartijen in een conflict moesten, zoals de Vierde Geneefse Conventie van 1949 voorschrijft, de bevolking, waaronder de jongeren, tijdens en na het conflict beschermen, ook tegen seksueel en gendergerelateerd geweld.
PreventieLanden werd gevraagd activiteiten van jongeren tegen geweld te ondersteunen. Er moesten ook instellingen worden opgericht waarbij jongeren waren betrokken om een cultuur van vrede, tolerantie en dialoog te bevorderen en geweld, terrorisme, xenofobie en alle vormen van discriminatie tegen te gaan.
PartnerschappenLanden werd gevraagd de verschillende VN-agentschappen die betrokken waren in en na conflicten meer politiek, financieel, technisch en logistiek te ondersteunen. Ook moesten ze andere actoren in de maatschappij aanzetten op te komen tegen extremisme. De Vredesopbouwcommissie speelde een vitale rol in het tegengaan van radicalisatie en extremisme bij jongeren, en moest rekening met hen houden in zijn adviezen voor vredesstrategieën.
Ontbinding & herintegratieEr moest nagedacht worden over onder meer opleidingen en werkgelegenheid voor jongeren bij hun herintegratie in de maatschappij nadat ze werden ontwapend en gedemobiliseerd. De Veiligheidsraad zelf zou bij het opleggen van sancties rekening houden met de mogelijke impact op de bevolking, waaronder jongeren.
Lijst ·  2196 ·  2197 ·  2198 ·  2199 ·  2200 ·  2201 ·  2202 ·  2203 ·  2204 ·  2205 ·  2206 ·  2207 ·  2208 ·  2209 ·  2210 ·  2211 ·  2212 ·  2213 ·  2214 ·  2215 ·  2216 ·  2217 ·  2218 ·  2219 ·  2220 ·  2221 ·  2222 ·  2223 ·  2224 ·  2225 ·  2226 ·  2227 ·  2228 ·  2229 ·  2230 ·  2231 ·  2232 ·  2233 ·  2234 ·  2235 ·  2236 ·  2237 ·  2238 ·  2239 ·  2240 ·  2241 ·  2242 ·  2243 ·  2244 ·  2245 ·  2246 ·  2247 ·  2248 ·  2249 ·  2250 ·  2251 ·  2252 ·  2253 ·  2254 ·  2255 ·  2256 ·  2257 ·  2258 ·  2259